# Sự nghiệp diễn xuất của Meryl Streep

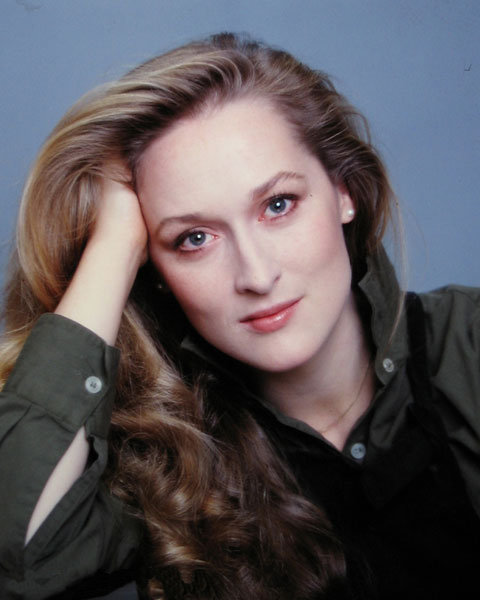
Meryl Streep vào cuối những năm 1970

Meryl Streep là một nữ diễn viên người Mỹ với  sự nghiệp đồ sộ trải dài trong rất nhiều lĩnh vực như điện ảnh, sân khấu và truyền hình. Bà xuất hiện lần đầu vào năm 1975 trong vở kịch Trelawny of the Wells. Sau đó, bà tiếp tục diễn xuất trên sân khấu vào những năm 1970 và đã nhận được đề cử giải Tony cho vai diễn trong 27 Wagons Full of Cotton (1976). Năm 1977, Streep đã có lần đầu tiên xuất hiện trên truyền hình trong bộ phim The Deadliest Season và khởi nghiệp điện ảnh với cùng với nữ diễn viên Jane Fonda trong Julia vào cuối năm đó. Với vai diễn đột phá trong tác phẩm đề tài chiến tranh The Deer Hunter (1978), bà đã vinh dự giành một đề cử giải Oscar cho Nữ diễn viên phụ xuất sắc nhất. Một năm sau, Streep chiến thắng hạng mục này khi đóng vai một người vợ gặp rắc rối trong tác phẩm chính kịch Kramer vs. Kramer (1979). Cũng trong năm 1978, Streep thủ vai một phụ nữ Đức kết hôn với một người đàn ông Do Thái ở Đức Quốc xã trong bộ phim truyền hình ngắn tập Holocaust; vai diễn đã giúp bà mang về giải Emmy cho Nữ diễn viên chính xuất sắc nhất.
Meryl Streep đã vươn mình để trở thành nữ minh tinh hàng đầu Hollywood vào những năm 1980. Streep sắm vai hai nhân vật trong bộ phim truyền hình dài tập The French Lieutenant's Woman (1981), và hóa thân vào vai một người Ba Lan sống sót khỏi nạn diệt chủng Holocaust trong Sophie's Choice (1982). Vai diễn trong Sophie's Choice đã mang về cho bà tượng vàng Oscar cho nữ diễn viên chính xuất sắc nhất. Kế đó, Streep thủ vai kỹ thuật viên hóa học Karen Silkwood trong bộ phim tiểu sử Silkwood (1983) của Mike Nichols, rồi hóa thân trong vai chính trong tác phẩm điện ảnh thành công nhất thập kỷ của bà, Out of Africa (1985); trong phim bà thủ vai nhà văn người Đan Mạch Karen Blixen. Mặc dù liên tục gặt hái thành công, nhưng Streep cũng từng trải qua những nốt thăng trầm trong sự nghiệp, khi một số nhà phê bình chỉ trích nữ diễn viên vì chuyên diễn các vai cường điệu. Mặc dù Streep đã đóng chính trong các bộ phim hài mang màu sắc thương mại – những tác phẩm chế nhại vẻ đẹp và tuổi già của phụ nữ là She-Devil (1989) và Death Becomes Her (1992), nhưng những lời chỉ trích vẫn tiếp tục bủa vây bà.
Năm 1995, Streep có lần hóa thân vào vai diễn một người phụ nữ bất hạnh, đóng cặp cùng Clint Eastwood trong The Bridges of Madison County, bộ phim thành công nhất trong thập kỷ của bà về mặt doanh thu lẫn chuyên môn. Mặc dù những bộ phim đề tài chính kịch cuối thập niên 1990 của nữ diễn viên bị đánh giá trái chiều, bà vẫn được khen ngợi với vai một bệnh nhân ung thư trong One True Thing (1998). Bà nhận được sự tán dương từ giới phê bình trong hai tác phẩm Adaptation. và The Hour (2002), đồng thời đoạt giải Emmy thứ hai cho phim truyền hình ngắn tập Angels in America vào năm 2003, dù cho không thể tái dựng những thành công trước đó của mình. Năm 2006, Streep được nhận một đề cử Oscar cho vai diễn chủ bút tạp chí thời trang nhẫn tâm trong bộ phim hài kịch The Devil Wears Prada. Thành công cuối giai đoạn này đã giúp nữ minh tinh sắm được những vai chính trong một số tác phẩm rất nổi tiếng, trong đó có phim hài lãng mạn Mamma Mia! (2008) – tác phẩm ăn khách nhất của Streep với doanh thu 609 triệu USD và phim hài kịch Julie & Julia (2009), trong phim bà thủ vai Julia Child. Những vai diễn này đã tái gây dựng vị thế của Streep ở Hollywood. Với vai Margaret Thatcher trong bộ phim tiểu sử The Iron Lady (2011), bà đã ẵm thêm một tượng vàng Oscar nữa cho nữ diễn viên chính xuất sắc nhất. Vai chính Katharine Graham trong bộ phim chính kịch năm 2017 The Post đã giúp Meryl Streep nhận được đề cử Oscar thứ 21, nhiều hơn bất kỳ diễn viên hay nữ diễn viên nào trong lịch sử.

## Điện ảnh

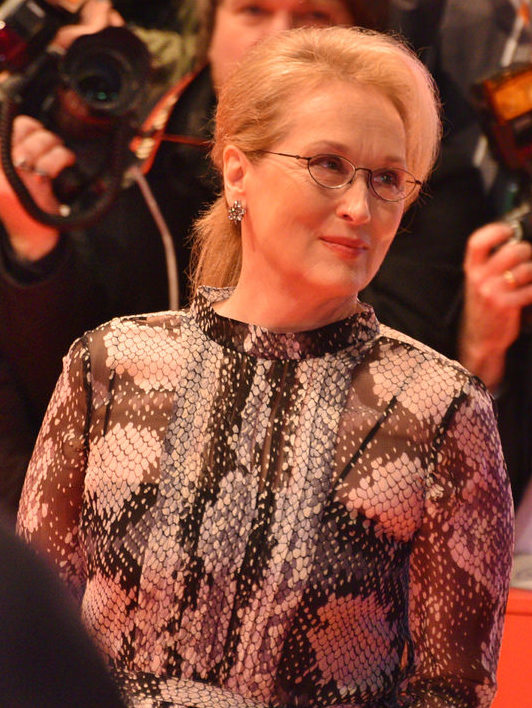
Streep tại Liên hoan phim quốc tế Berlin lần thứ 66 năm 2016

| Biểu thị những bộ phim chưa được phát hành | Biểu thị những bộ phim chưa được phát hành |

| Tựa đề                                               | Năm      | Vai                           | Đạo diễn                         | Ghi chú                        | Chú thích |
| ---------------------------------------------------- | -------- | ----------------------------- | -------------------------------- | ------------------------------ | --------- |
| Julia                                                | 1977     | Anne Marie                    | Fred Zinnemann                   |                                | [ 29 ]    |
| The Deer Hunter                                      | 1978     | Linda                         | Michael Cimino                   |                                | [ 30 ]    |
| Manhattan                                            | 1979     | Jill                          | Woody Allen                      |                                | [ 31 ]    |
| The Seduction of Joe Tynan                           | 1979     | Karen Traynor                 | Jerry Schatzberg                 |                                | [ 32 ]    |
| Kramer vs. Kramer                                    | 1979     | Joanna Kramer                 | Robert Benton                    |                                | [ 33 ]    |
| The French Lieutenant's Woman                        | 1981     | Sarah / Anna                  | Karel Reisz                      |                                | [ 34 ]    |
| Still of the Night                                   | 1982     | Brooke Reynolds               | Robert Benton                    |                                | [ 35 ]    |
| Sophie's Choice                                      | 1982     | Sophie Zawistowski            | Alan J. Pakula                   |                                | [ 36 ]    |
| Silkwood                                             | 1983     | Karen Silkwood                | Mike Nichols                     |                                | [ 37 ]    |
| Falling in Love                                      | 1984     | Molly Gilmore                 | Ulu Grosbard                     |                                | [ 38 ]    |
| Plenty                                               | 1985     | Susan Traherne                | Fred Schepisi                    |                                | [ 39 ]    |
| Out of Africa                                        | 1985     | Karen Blixen                  | Sydney Pollack                   |                                | [ 40 ]    |
| Heartburn                                            | 1986     | Rachel Samstat                | Mike Nichols                     |                                | [ 41 ]    |
| Ironweed                                             | 1987     | Helen Archer                  | Hector Babenco                   |                                | [ 42 ]    |
| A Cry in the Dark                                    | 1988     | Lindy Chamberlain             | Fred Schepisi                    |                                | [ 43 ]    |
| She-Devil                                            | 1989     | Mary Fisher                   | Susan Seidelman                  |                                | [ 44 ]    |
| Postcards from the Edge                              | 1990     | Suzanne Vale                  | Mike Nichols                     |                                | [ 45 ]    |
| Defending Your Life                                  | 1991     | Julia                         | Albert Brooks                    |                                | [ 46 ]    |
| Age 7 in America                                     | 1991     | Người dẫn chuyện              | Phil Joanou                      | Phim tài liệu                  | [ 47 ]    |
| Death Becomes Her                                    | 1992     | Madeline Ashton               | Robert Zemeckis                  |                                | [ 48 ]    |
| The House of the Spirits                             | 1993     | Clara del Valle Trueba        | Bille August                     |                                | [ 49 ]    |
| The River Wild                                       | 1994     | Gail Hartman                  | Curtis Hanson                    |                                | [ 50 ]    |
| The Living Sea                                       | 1995     | Người dẫn chuyện              | Greg MacGillivray                | Phim tài liệu                  | [ 51 ]    |
| The Bridges of Madison County                        | 1995     | Francesca Johnson             | Clint Eastwood                   |                                | [ 17 ]    |
| Before and After                                     | 1996     | Dr. Carolyn Ryan              | Barbet Schroeder                 |                                | [ 49 ]    |
| Marvin's Room                                        | 1996     | Lee                           | Jerry Zaks                       |                                | [ 52 ]    |
| Dancing at Lughnasa                                  | 1998     | Kate Mundy                    | Pat O'Connor                     |                                | [ 53 ]    |
| One True Thing                                       | 1998     | Kate Gulden                   | Carl Franklin                    |                                | [ 54 ]    |
| Music of the Heart                                   | 1999     | Roberta Guaspari              | Wes Craven                       |                                | [ 55 ]    |
| Ginevra's Story                                      | 1999     | Người dẫn chuyện              | Christopher Swann                | Phim tài liệu                  | [ 56 ]    |
| A.I. Artificial Intelligence                         | 2001     | Blue Mecha                    | Steven Spielberg                 | Lồng tiếng                     | [ 57 ]    |
| Adaptation.                                          | 2002     | Susan Orlean                  | Spike Jonze                      |                                | [ 58 ]    |
| The Hours                                            | 2002     | Clarissa Vaughan              | Stephen Daldry                   |                                | [ 59 ]    |
| Stuck on You                                         | 2003     | Chính bà                      | Anh em nhà Farrelly              | Khách mời, không được ghi danh | [ 60 ]    |
| The Manchurian Candidate                             | 2004     | Senator Eleanor Prentiss Shaw | Jonathan Demme                   |                                | [ 61 ]    |
| Lemony Snicket's A Series of Unfortunate Events      | 2004     | Dì Josephine                  | Brad Silberling                  |                                | [ 62 ]    |
| Prime                                                | 2005     | Lisa Metzger                  | Ben Younger                      |                                | [ 63 ]    |
| Stolen Childhoods                                    | 2005     | Người dẫn chuyện              | Len Morris                       | Phim tài liệu                  | [ 64 ]    |
| A Prairie Home Companion                             | 2006     | Yolanda Johnson               | Robert Altman                    |                                | [ 65 ]    |
| The Music of Regret                                  | 2006     | Người phụ nữ                  | Laurie Simmons                   | Phim ngắn                      | [ 66 ]    |
| The Devil Wears Prada                                | 2006     | Miranda Priestly              | David Frankel                    |                                | [ 67 ]    |
| The Ant Bully                                        | 2006     | Nữ hoàng Kiến                 | John A. Davis                    | Lồng tiếng                     | [ 68 ]    |
| Dark Matter                                          | 2007     | Joanna Silver                 | Chen Shi-Zheng                   |                                | [ 69 ]    |
| Evening                                              | 2007     | Lila Ross                     | Lajos Koltai                     |                                | [ 70 ]    |
| Rendition                                            | 2007     | Corrine Whitman               | Gavin Hood                       |                                | [ 71 ]    |
| Lions for Lambs                                      | 2007     | Janine Roth                   | Robert Redford                   |                                | [ 72 ]    |
| Mamma Mia!                                           | 2008     | Donna Sheridan                | Phyllida Lloyd                   |                                | [ 73 ]    |
| Doubt                                                | 2008     | Sister Aloysius Beauvier      | John Patrick Shanley             |                                | [ 74 ]    |
| Julie & Julia                                        | 2009     | Julia Child                   | Nora Ephron                      |                                | [ 75 ]    |
| Fantastic Mr. Fox                                    | 2009     | Felicity Fox                  | Wes Anderson                     | Lồng tiếng                     | [ 76 ]    |
| It's Complicated                                     | 2009     | Jane Adler                    | Nancy Meyers                     |                                | [ 77 ]    |
| Higglety Pigglety Pop! or There Must Be More to Life | 2010     | Jennie                        | Chris Lavis/ Maciek Szczerbowski | Lồng tiếng; phim ngắn          | [ 78 ]    |
| The Iron Lady                                        | 2011     | Margaret Thatcher             | Phyllida Lloyd                   |                                | [ 79 ]    |
| To the Arctic 3D                                     | 2012     | Người dẫn chuyện              | Greg MacGillivray                | Phim tài liệu                  | [ 80 ]    |
| Hope Springs                                         | 2012     | Kay Soames                    | David Frankel                    |                                | [ 81 ]    |
| Wings of Life                                        | 2013     | Người dẫn chuyện              | Louie Schwartzberg               | Phim tài liệu                  | [ 82 ]    |
| Girl Rising                                          | 2013     | Người dẫn chuyện              | Richard E. Robbins               | Phim tài liệu                  | [ 83 ]    |
| A Fierce Green Fire                                  | 2013     | Người dẫn chuyện              | Mark Kitchell                    | Phim tài liệu                  | [ 84 ]    |
| Out of Print                                         | 2013     | Người dẫn chuyện              | Vivienne Roumani                 | Phim tài liệu                  | [ 85 ]    |
| August: Osage County                                 | 2013     | Violet Weston                 | John Wells                       |                                | [ 86 ]    |
| The Giver                                            | 2014     | Chief Elder                   | Phillip Noyce                    |                                | [ 87 ]    |
| The Homesman                                         | 2014     | Altha Carter                  | Tommy Lee Jones                  |                                | [ 88 ]    |
| Into the Woods                                       | 2014     | Phù thủy                      | Rob Marshall                     |                                | [ 89 ]    |
| Ricki and the Flash                                  | 2015     | Ricki                         | Jonathan Demme                   |                                | [ 90 ]    |
| Suffragette                                          | 2015     | Emmeline Pankhurst            | Sarah Gavron                     |                                | [ 91 ]    |
| Shout Gladi Gladi                                    | 2015     | Người dẫn chuyện              | Adam Friedman / Iain Kennedy     | Phim tài liệu                  | [ 92 ]    |
| Florence Foster Jenkins                              | 2016     | Florence Foster Jenkins       | Stephen Frears                   |                                | [ 93 ]    |
| We Rise                                              | 2017     | Người dẫn chuyện              | Donna Lawrence                   | Phim tài liệu                  | [ 94 ]    |
| The Guardian Brothers                                | 2017     | Người dẫn chuyện              | Gary Wang                        | Lồng tiếng (bản tiếng Anh)     | [ 95 ]    |
| The Post                                             | 2017     | Kay Graham                    | Steven Spielberg                 |                                | [ 96 ]    |
| Mamma Mia! Here We Go Again                          | 2018     | Donna Sheridan                | Ol Parker                        |                                | [ 97 ]    |
| This Changes Everything                              | 2018     | Chính bà                      | Tom Donahue                      | Phim tài liệu                  | [ 98 ]    |
| Mary Poppins Returns                                 | 2018     | Topsy                         | Rob Marshall                     |                                | [ 99 ]    |
| The Laundromat                                       | 2019     | Ellen Martin                  | Steven Soderbergh                |                                | [ 100 ]   |
| Little Women                                         | 2019     | Dì March                      | Greta Gerwig                     |                                | [ 101 ]   |
| Here We Are: Notes for Living on Planet Earth        | 2020     | Người dẫn chuyện              | Philip Hunt                      | Lồng tiếng; phim ngắn          | [ 102 ]   |
| Let Them All Talk                                    | Không rõ | Không rõ                      | Steven Soderbergh                | Hậu kỳ                         | [ 103 ]   |
| The Prom                                             | 2020     | Dee Dee Allen                 | Ryan Murphy                      | Netflix                        | [ 104 ]   |
| Untitled Martin Scorsese project                     | Không rõ | Không rõ                      | Martin Scorsese                  | Hậu kỳ                         | [ 105 ]   |
| Đừng nhìn lên                                        | 2021     | Tổng thống Janie Orlean       | Adam McKay                       |                                |           |

## Truyền hình
| Tựa đề                         | Năm     | Vai                                                               | Ghi chú                                    | Chú thích       |
| ------------------------------ | ------- | ----------------------------------------------------------------- | ------------------------------------------ | --------------- |
| Everybody Rides the Carousel   | 1976    | Lover                                                             | Lồng tiếng                                 | [ 106 ]         |
| The Deadliest Season           | 1977    | Sharon Miller                                                     |                                            | [ 107 ]         |
| Secret Service                 | 1977    | Edith Varney                                                      | 1 tập                                      | [ 107 ]         |
| Holocaust                      | 1978    | Inga Helms Weiss                                                  | Phim truyền hình ngắn tập                  | [ 107 ]         |
| Uncommon Women and Others      | 1979    | Leilah                                                            |                                            | [ 107 ]         |
| Kiss Me, Petruchio             | 1981    | Katherine                                                         | Phim tài liệu                              | [ 107 ]         |
| Alice at the Palace            | 1982    | Alice                                                             |                                            | [ 108 ]         |
| The Earth Day Special          | 1990    | Concerned Citizen                                                 |                                            | [ 109 ]         |
| The Simpsons                   | 1994    | Jessica Lovejoy                                                   | Lồng tiếng; tập: "Bart's Girlfriend"       | [ 110 ]         |
| ...First Do No Harm            | 1997    | Lori Reimuller                                                    |                                            | [ 49 ]          |
| King of the Hill               | 1999    | Aunt Esme Dauterive                                               | Lồng tiếng; tập: "A Beer Can Named Desire" | [ 111 ]         |
| Angels in America              | 2003    | Hannah Pitt / Ethel Rosenberg / The Rabbi                         |                                            | [ 112 ]         |
| Freedom: A History of US       | 2003    | Abigail Adams / Mary Eastey / Mother Jones / Margaret Chase Smith | Phim truyền hình ngắn tập (4 tập)          | [ 112 ] [ 113 ] |
| Ocean Voyagers                 | 2007    | Người dẫn chuyện                                                  | Phim tài liệu                              | [ 114 ]         |
| Web Therapy                    | 2010–12 | Camilla Bowner                                                    | 5 tập                                      | [ 77 ]          |
| Makers: Women Who Make America | 2013    | Người dẫn chuyện                                                  | Phim tài liệu                              | [ 115 ]         |
| The Roosevelts                 | 2014    | Eleanor Roosevelt                                                 | Lồng tiếng; phim tài liệu                  | [ 116 ]         |
| Five Came Back                 | 2017    | Người dẫn chuyện                                                  | Phim tài liệu                              | [ 117 ]         |
| Big Little Lies                | 2019    | Mary Louise Wright                                                | Mùa 2                                      | [ 118 ]         |

## Sân khấu
| Vở kịch                                            | Năm     | Nơi biểu diễn                                     | Vai                                         | Chú thích               |
| -------------------------------------------------- | ------- | ------------------------------------------------- | ------------------------------------------- | ----------------------- |
| Trelawny of the 'Wells'                            | 1975    | Nhà hát Vivian Beaumont                           | Cô Imogen Parrott                           | [ 119 ]                 |
| A Memory of Two Mondays / 27 Wagons Full of Cotton | 1976    | Nhà hát Playhouse                                 | Patricia / Flora Meighan                    | [ 120 ]                 |
| Secret Service                                     | 1976    | Nhà hát Playhouse                                 | Edith Varney                                | [ 121 ]                 |
| Henry V                                            | 1976    | Nhà hát Delacorte                                 | Katherine                                   | [ 122 ] [ 123 ]         |
| Measure for Measure                                | 1976    | Nhà hát Delacorte                                 | Isabella                                    | [ 122 ] [ 124 ] [ 125 ] |
| The Cherry Orchard                                 | 1977    | Nhà hát Vivian Beaumont                           | Dunyasha                                    | [ 126 ] [ 127 ]         |
| Happy End                                          | 1977    | Nhà hát Martin Beck                               | Trung úy Lillian Holiday ("Hallelujah Lil") | [ 128 ]                 |
| The Taming of the Shrew                            | 1978    | Nhà hát Delacorte                                 | Katharina                                   | [ 122 ] [ 129 ]         |
| Taken in Marriage                                  | 1979    | Nhà hát công cộng Joseph Papp & Nhà hát Newman    | Andrea                                      | [ 122 ] [ 130 ]         |
| Alice in Concert                                   | 1980–81 | Nhà hát công cộng Joseph Papp & Nhà hát Anspacher | Alice                                       | [ 122 ] [ 131 ]         |
| The Seagull                                        | 2001    | Nhà hát Delacorte                                 | Arkadina                                    | [ 132 ]                 |
| Bridge and Tunnel                                  | 2004    | Nhà hát ở số 45 đường Bleecker & Bleecker         | Nhà sản xuất                                | [ 122 ] [ 133 ]         |
| Mother Courage and Her Children                    | 2006    | Nhà hát Delacorte                                 | Mẹ Courage                                  | [ 134 ]                 |